# フリードリッヒ・カール・アンドレアス
フリードリッヒ・カール・アンドレアス（Friedrich Carl Andreas、1846年 - 1931年）は、ドイツ人のイラン学者。彼は1887年、著述家で精神分析家のルー・ザロメと結婚した。

## 経歴
1846年、現インドネシアのバタヴィアでドイツ・マレー・ルーマニア系の両親のもとに生まれる。父は精神分析医で、ルー・アンドレアス・ザロメの治療医でもあった。
ドイツのいくつかの大学で東洋学ならびにイラン研究を専攻し、1868年にフリードリヒ・アレクサンダー大学エアランゲン＝ニュルンベルクにパフラヴィー語に関する学位論文を提出して博士号を取得。卒業後はコペンハーゲンで引き続きパフラヴィー語に関する研究をつづけた。1875年より数年間の間、ペルシア、インドで現地調査にあたり、その期間は郵便局長として勤務した。
1883年～1903年、ベルリンでトルコ語ならびにペルシャ語のフリーの教師として働いていたが、1903年にゲッティンゲン大学の教授としての招聘を受ける。大学では西アジア語の教授として教鞭をとった。

## 研究内容・業績
彼は古代イラン学の諸テーマと各分野で多大な業績を挙げている。特に、アヴェスターの伝承に関係した業績が評価されている。